# François Dagognet
François Dagognet, né le 24 avril 1924 à Langres et mort le 3 octobre 2015 à Avallon, est un philosophe français.

## Biographie
Né à Langres en 1924, dans une famille modeste, François Dagognet a un parcours scolaire atypique puisqu'il réussit son certificat d’études primaires mais n’ira pas au lycée. Néanmoins, il suivra une double formation universitaire philosophique et scientifique.
Élève de Georges Canguilhem, il devient agrégé de philosophie en 1949, docteur en médecine en 1958. Il possède des connaissances précises et très éclectiques dans des domaines comme la neuropsychiatrie, la chimie et la géologie et s'est employé à réfléchir en philosophe sur les méthodes à l’œuvre dans ces disciplines. Avant d'enseigner la philosophie à l’université de Lyon III aux côtés d'Henri Maldiney et Gilles Deleuze, puis à l’université Paris I, il fut professeur de philosophie au Lycée Ampère de Lyon. Ses nombreux ouvrages traitent aussi bien de l'histoire des sciences, de l’épistémologie, de l’éthique ou de l’esthétique de l’art contemporain.
En 1993, il déclarait : « Le monde des objets, qui est immense, est finalement plus révélateur de l’esprit que l’esprit lui-même. Pour savoir ce que nous sommes, ce n’est pas forcément en nous qu’il faut regarder. Les philosophes, au cours de l’histoire, sont demeurés trop exclusivement tournés vers la subjectivité, sans comprendre que c’est au contraire dans les choses que l’esprit se donne le mieux à voir. Il faut donc opérer une véritable révolution, en s’apercevant que c’est du côté des objets que se trouve l’esprit, bien plus que du côté du sujet ».
Il meurt le 3 octobre 2015 à Avallon, à l'âge de 91 ans.

## Œuvres

### Monographies
- Sciences de la vie et de la culture : textes choisis et présentés par F. Dagognet. Paris : Hachette, coll. « Textes et documents philosophiques », 1953.
- Philosophie biologique. Paris : PUF, 1962.
- La raison et les remèdes : essai sur l'imaginaire et le réel dans la thérapeutique contemporaine. Paris : PUF, 1964.
- L'immunité, histoire et méthode (conférence donnée le 4 janvier 1964), Paris : Palais de la découverte, 1964.
- Gaston Bachelard : sa vie, son œuvre, avec un exposé de sa philosophie. Paris : PUF, 1965.
- Méthodes et doctrine dans l'œuvre de Pasteur. Paris : PUF, 1967.
- Tableaux et langages de la chimie. Paris : Seuil, 1969.
- Le catalogue de la vie : étude méthodologique sur la taxinomie. Paris : PUF, 1970.
- Des révolutions vertes : histoire et principes de l'agronomie. Paris : Hermann, 1973.  (ISBN 2-7056-5747-9).
- Écriture et iconographie. Paris : Vrin, 1973.  (ISBN 2-7116-0164-1).
- Pour une théorie générale des formes. Paris : Vrin, 1975.  (ISBN 2-7116-0165-X).
- Une épistémologie de l'espace concret : néo-géographie. Paris : Vrin, 1977.  (ISBN 2-7116-0166-8).
- Mémoire pour l'avenir : vers une méthodologie de l'informatique. Paris : Vrin, 1979.  (ISBN 2-7116-0167-6).
- Faces, surfaces, interfaces. Paris : Vrin, 1982.  (ISBN 2-7116-2040-9).
- Philosophie de l'image. Paris : Vrin, 1984.  (ISBN 2-7116-0843-3).
- Le nombre et le lieu. Paris : Vrin, 1985.  (ISBN 2-7116-0869-7).
- Étienne-Jules Marey : la passion de la trace. Vanves : Hazan, 1987.  (ISBN 2-85025-123-2).
- La maîtrise du vivant : fondements d'une biopolitique. Paris : Hachette Littératures, 1988.  (ISBN 2-01-014194-6).
- Le vivant. Paris : Bordas, 1988.  (ISBN 2-04-016740-4).
- Rematérialiser : matières et matérialismes. Paris : Vrin, 1989.  (ISBN 2-7116-0885-9).
- Nature. Paris : Vrin, 1990.  (ISBN 2-7116-1035-7).
- Corps réfléchis. Paris : O. Jacob, 1989.  (ISBN 2-7381-0078-3).
- Éloge de l'objet : Pour une philosophie de la marchandise. Paris : Vrin, 1989.  (ISBN 2-7116-0995-2).
- Pour l'art d'aujourd'hui : de l'objet de l'art à l'art de l'objet. Paris : Dis voir, 1992.  (ISBN 2-906571-22-9).
- Le cerveau citadelle. Paris : Les empêcheurs de penser en rond, 1992.  (ISBN 2-908602-14-8).
- Le corps multiple et un. Paris : Les empêcheurs de penser en rond, 1992.  (ISBN 2-908602-21-0).
- Philosophie de la propriété : l'avoir. Paris : PUF, 1992.  (ISBN 2-13-044425-3).
- Réflexions sur la mesure. Paris : Encre marine, 1993.  (ISBN 2-909422-07-0).
- In favour of today's art : from the object of art to the art of the object. Paris : Dis voir, 1993.  (ISBN 2-906571-25-3).
- Le musée sans fin. Ceyzérieu : Champ Vallon, 1993.  (ISBN 2-903528-42-X).
- La peau découverte. Paris : Les empêcheurs de penser en rond, 1993.  (ISBN 2-908602-31-8).
- Le trouble. Paris : Les empêcheurs de penser en rond, 1994.  (ISBN 2-908602-45-8).
- Pasteur sans la légende. Paris : Les empêcheurs de penser en rond, 1994.  (ISBN 2-908602-47-4).
- Michel Paysant, logique et poétique. Montigny-lès-Metz : Éd. Voix-R. Meier, 1994.  (ISBN 2-9508288-1-7).
- L'invention de notre monde : l'industrie, pourquoi et comment ? Paris : Encre marine, 1995.  (ISBN 2-909422-13-5).
- Pour une philosophie de la maladie, entretien avec Philippe Petit. Paris : Textuel, 1996.  (ISBN 2-909317-18-8).
- Cheminements. Vénissieux : 1996, Parole d'Aube.  (ISBN 2-909096-44-0).
- « Les dieux sont dans la cuisine » : philosophie des objets et objets de la philosophie. Paris : Les empêcheurs de penser en rond, 1996.  (ISBN 2-908602-84-9).
- Georges Canguilhem, philosophie de la vie. Paris : Les empêcheurs de penser en rond, 1997.  (ISBN 2-908602-92-X).
- L'essor technologique et l'idée de progrès. Paris : Armand Colin, 1997.  (ISBN 2-200-01542-9).
- Trois philosophies revisitées : Saint-Simon, Proudhon, Fourier. Hildesheim : G. Olms Verl., 1997.  (ISBN 3-487-10266-8).
- Des détritus, des déchets, de l’abject : une philosophie écologique. Paris : Les empêcheurs de penser en rond, 1998.  (ISBN 2-84324-020-4).
- Savoir et pouvoir en médecine. Paris : Les empêcheurs de penser en rond, 1998.  (ISBN 2-84324-012-3).
- Une nouvelle morale : travail, famille, nation. Paris : Les empêcheurs de penser en rond, 1998.  (ISBN 2-84324-063-8).
- Les outils de la réflexion : épistémologie. Paris : Les empêcheurs de penser en rond, 1999.  (ISBN 2-84324-072-7).
- La mort vue autrement. Paris : Les empêcheurs de penser en rond, 1999.  (ISBN 2-84324-084-0).
- Faut-il brûler Régis Debray ? (avec Robert Damien et Robert Dumas). Seyssel : Champ Vallon, 1999.  (ISBN 2-87673-294-7).
- Considérations sur l'idée de nature (avec La question de l'écologie par Georges Canguilhem). Paris : Vrin, 2000.  (ISBN 2-7116-1035-7). Réédition augmentée de Nature,  (ISBN 2-7116-1035-7).
- Comment se sauver de la servitude ? Paris : Les empêcheurs de penser en rond, 2000.  (ISBN 978-2-84324-113-0).
- Philosophie d'un retournement. Paris : Encre marine, 2001.  (ISBN 2-909422-52-6).
- 100 mots pour commencer à philosopher. Paris : Les empêcheurs de penser en rond, 2001.  (ISBN 2-84671-012-0).
- Questions interdites. Paris : Les empêcheurs de penser en rond, 2002.  (ISBN 2-84671-026-0).
- L'échange, premières réflexions. Levallois-Perret : Bréal, 2002.  (ISBN 2-84291-894-0).
- Les grands philosophes et leur philosophie : une histoire mouvementée et belliqueuse. Paris : Les empêcheurs de penser en rond, 2002.  (ISBN 2-84671-045-7).
- Changement de perspective : le dedans et le dehors. Paris : La table ronde, 2002.  (ISBN 2-7103-2521-7).
- 100 mots pour comprendre l'art contemporain. Paris : Les empêcheurs de penser en rond, 2003.  (ISBN 2-84671-058-9).
- L'homme, maître de la vie ? : penser le vivant. Paris : Bordas, 2003.  (ISBN 2-04-729812-1). Réédition de : Le Vivant,  (ISBN 2-04-016740-4).
- Philosophie à l'usage des réfractaires : initiation aux concepts. Paris : Les empêcheurs de penser en rond, 2004.  (ISBN 2-84671-079-1).
- Entretiens sur l'enseignement de la philosophie. Paris : Little Big Man, 2004.  (ISBN 2-915557-00-4).
- L'animal selon Condillac : une introduction au Traité des animaux de Condillac. Paris : Vrin, 2004.  (ISBN 2-7116-1684-3).
- François Dagognet. Vallet : Éd. M-editer, 2004.  (ISBN 2-915725-02-0).
- Comment faire de la philosophie ? : Volume 1, La subjectivité. Paris : Les empêcheurs de penser en rond, 2004.  (ISBN 2-84671-091-0).
- 100 mots pour comprendre les médicaments : comment on vous soigne. Paris : Les empêcheurs de penser en rond, 2005.  (ISBN 2-84671-092-9).
- Une introduction à la métaphysique (Adieu à la métaphysique idéaliste). Paris : Les empêcheurs de penser en rond, 2006.  (ISBN 2-84671-114-3).
- Suivre son chemin : un itinéraire philosophique. Vénissieux : La passe du vent, 2006.  (ISBN 2-84562-091-8).
- Philosophie du transfert. Paris : Michalon, 2006.  (ISBN 2-84186-341-7).
- Les noms et les mots. Paris : Encre marine, 2008.  (ISBN 978-2-35088-000-6).
- Le corps. Paris : PUF, 2008.  (ISBN 978-2-13-057116-2). NB : réédition à l'identique de Le corps multiple et un.
- Pour le moins. Paris : Encre marine, 2009.  (ISBN 978-2-35088-017-4).
- L'argent : philosophie déroutante de la monnaie. Paris : Encre marine, 2011.  (ISBN 978-2-35088-043-3).
- Philosophie du travail. Paris : Encre marine, 2013.  (ISBN 978-2-35088-069-3).

### À propos de François Dagognet
Notamment :
- Anatomie d'un épistémologue : François Dagognet ; suivi de Épilogue, objections et réponses par François Dagognet. Paris : Vrin, 1984.  (ISBN 2-7116-0851-4).
- François Dagognet médecin, épistémologue, philosophe / Robert Damien. Paris : Les empêcheurs de penser en rond, 1997.  (ISBN 2-84324-011-5).
- François Dagognet, un nouvel encyclopédiste ? / sous la direction de Daniel Parrochia. Ceyzérieu : Champ Vallon, 2009.  (ISBN 978-2-87673-537-8).
- François Dagognet – Philosophe, épistémologue, sous la direction de B. Bensaude-Vincent, J.F. Braunstein et J. Gayon, Paris : Editions Matériologiques, 2019.  (ISBN 978-2373611946).

### Récompenses et distinctions

#### Hommage
- Colloque consacré à Dagognet pour le premier anniversaire de sa mort, ENSSIB Lyon, octobre 2016.